# Scylla serrata
Espèce
Scylla serrata, le crabe des palétuviers, ou encore crabe de mangrove, est une espèce de crabes de la famille des Portunidae.

## Distribution et habitat
L'espèce est présente en Afrique orientale et australe (Kenya, Madagascar, Mozambique, Maurice, Tanzanie, Afrique du Sud, archipel des Comores, Seychelles, mer Rouge), en Océanie (Australie, Polynésie française, Nouvelle-Calédonie, Nouvelle-Zélande), aux Antilles et dans l'océan Indien.